# Derde Diadochenoorlog
De Derde Diadochenoorlog duurde van 314 tot 311 v.Chr. en werd gevoerd tussen machtige satraap Antigonos Monophthalmos en zijn zoon Demetrius enerzijds en de Macedonische Rijksregent Kassander en de satrapen Lysimachos, Ptolemaeus en diens generaal Seleucus anderzijds. Allen waren zij diadochen van Alexander de Grote, wiens erfenis zij opeisten.

## Samenzwering tegen Antigonos
In de Tweede Diadochenoorlog was Antigonos erin geslaagd vrijwel het gehele Aziatische deel van het Macedonische Rijk in handen te krijgen door Eumenes van Cardia te verslaan, Seleucus uit diens satrapie Babylonië te verdrijven en Syrië op Ptolemaeus te veroveren. Bovendien bood Polyperchon, tegen wie eigenlijk de hele tweede oorlog begonnen was, vanaf de Peloponnesos zijn diensten aan aan Antigonos. Seleucus, die naar het hof van Ptolemaeus in Egypte was gevlucht, waarschuwde hem voor het gevaar dat Antigonos het hele rijk zou herenigen, en Kassander en Lysimachos waren hier eveneens voor beducht. Een bondgenootschap tussen de vier diadochen tegen Antigonos lag voor de hand, en spoedig stelden Ptolemaeus, Kassander en Lysimachos hem een ultimatum:
- Syrië moet worden teruggegeven aan Ptolemaeus
- Seleucus mag als satraap terugkeren naar Babylon
- Hellespont-Frygië moet worden afgestaan aan Lysimachos
- Cappadocië en Lycië moeten worden afgestaan aan Kassander
- De krijgsbuit van Eumenes moet onderling worden verdeeld

Niet verrassend weigerde Antigonos aan het ultimatum te voldoen en verklaarde de samenzwerende diadochen de oorlog.

## Ptolemaeus en Seleucus vs. Demetrius
Op vrijwel geen front werd door enige partij terreinwinst geboekt. Antigonos hield stand, maar kon ook niet overal tegelijk zijn: terwijl hij zelf Kassander en Lysimachos afweerde in Klein-Azië en troepen naar Polyperchon in Griekenland zond, stuurde hij zijn zoon Demetrius tegen Ptolemaeus en Seleucus in Egypte. In 312 v.Chr. kwam het tot een veldslag bij Gaza, die de Ptolemaëen wonnen. Dit maakte het bovendien mogelijk voor Seleucus om terug te keren naar Babylon om zijn satrapie weer op te eisen. Uit angst zijn oostelijke achterland te verliezen aan Seleucus, startte Antigonos snel onderhandelingen met Kassander en Lysimachos, die ook naar een bestand smachtten. Ptolemaeus schoof spoedig aan bij de besprekingen om niet geïsoleerd tegen Antigonos te staan. In 311 v.Chr. kwamen de vier de Diadochenvrede overeen, die neerkwam op een status quo ante bellum. Alleen Seleucus was niet aanwezig; die had zijn kans schoon gezien om zich meester te maken van Perzië. Maar nu moest hij het alleen opnemen tegen Antigonos en Demetrius, die nu met verwoestende kracht de Babylonische Oorlog tegen hem begonnen.